# François Meyer
Pour l’article homonyme, voir Meyer.
François Meyer, né le 22 octobre 1933 à Saint-Raphaël et mort le 10 juin 2022 à Clamart, est un général de brigade français, ancien membre du Haut conseil aux rapatriés.
Il est grand-croix de la Légion d'honneur.

## Biographie
Fils d'un ingénieur et officier dans l'armée de l’air, François Meyer grandit à Versailles. Il étudie à l'École spéciale militaire de Saint-Cyr et choisit la cavalerie.
Il participe à la guerre d'Algérie comme lieutenant au 23e régiment de spahis en Oranie entre 1958 et 1962. Il dirige successivement deux harkas, d'abord chef de commando du secteur opérationnel de Géryville (aujourd'hui El Bayadh) puis à Bou Alam. À l'issue du conflit, qui se solde par l'indépendance de l'Algérie, 80 000 harkis et leurs familles sont massacrés par des Algériens alors que le gouvernement français rechigne à rapatrier ces anciens supplétifs de son armée. François Meyer parvient toutefois à sauver 350 personnes d'abord installés dans des camps du Larzac et de Sissonne, cherchant ensuite des villages français pour les accueillir, qu'il trouve finalement sur le plateau du Roure (Lozère). Les harkis qui s'y installent deviennent agriculteurs.
François Meyer s'emploie ensuite à entretenir la mémoire de ses anciens compagnons d'armes, dans la presse et dans des colloques, publiant par ailleurs un livre à leur sujet en 2005.
Le 14 avril 2012, le président de la République Nicolas Sarkozy l'élève à la dignité de grand-officier de la Légion d'honneur.
Le 20 septembre 2021, le président de la République Emmanuel Macron lui remet ses insignes de titulaire de la grand-croix de la Légion d'honneur, à l'occasion d'une réception à l'Élysée consacrée aux Harkis.

### Mort
François Meyer décède le 10 juin 2022 des suites d'une longue maladie à l'hôpital d'instruction des armées Percy de Clamart. Le 20 juin, à la suite de la messe d'obsèques célébrée en la cathédrale Saint-Louis-des-Invalides, le général Meyer reçoit des ultimes honneurs militaires, lors d'une cérémonie présidée par Sébastien Lecornu, ministre des Armées.

## Décorations
- Grand-croix de la Légion d'honneur, décret du 31 décembre 2020[8]
- Grand officier de l'ordre national du Mérite
- Croix de la Valeur militaire
- Chevalier de l'ordre des Palmes académiques
- Croix du combattant
- Médaille de reconnaissance de la Nation
- Médaille commémorative des opérations de sécurité et de maintien de l'ordre

## Publication
- Pour l'honneur… avec les harkis : De 1958 à nos jours, CLD éditions, 2005  (ISBN 978-2854434606)